# Festival Santista de Teatro
Criado em 1958, o Festival Santista de Teatro (FESTA) é o mais antigo festival de artes cênicas em atividade no Brasil, reconhecido pela Ordem do Mérito Cultural em âmbito federal. O evento, onde despontaram dramaturgos como Plínio Marcos e Carlos Alberto Soffredini, também se posiciona historicamente ao propor o debate e a reflexão sobre as artes e políticas culturais.
Fiel à premissa em promover a diversidade teatral, o evento abrange os mais variados gêneros e formatos, com programação adulta e infantojuvenil, em espaços convencionais, alternativos e de rua.
O tema do FESTA 60 em 2018 foi “Mulheres em Cena: Da luta de Pagu aos dias de hoje”, propondo naquela edição uma reflexão acerca da atualidade da vida e obra da autora, diretora, cronista e militante política Patrícia Galvão (1910-1962), idealizadora do festival, além de tantas outras que – em cena e também fora dela – contribuíram para os movimentos culturais brasileiro.